# SWiSH Max
SWiSH Max je proprietární počítačový program používaný pro vytváření multiplatformních prezentací ve formátu Adobe Flash. Vyvíjí ho australská společnost Swishzone.com Pty Ltd se sídlem v Sydney.
SWiSH Max používá nativně formát .swf, pro účely skriptování používá ActionScript.
Program pracuje podobně jako Adobe Flash, nicméně oproti němu má výhodu v množství zautomatizovaných efektů a přechodů, které usnadňují tvorbu a program je také levnější.